# Nueva creación
La nueva creación o nueva criatura (Gr. καινὴ κτίσις), es un concepto que se encuentra en el Nuevo Testamento, sobre todo en los escritos del apóstol Pablo. 

## Contexto
El contexto de una discusión sobre el término es la interpretación de varios temas en el Nuevo Testamento, y, en consecuencia, la aplicación de estas ideas en el cristianismo.
Primeramente, el concepto se relaciona con las ideas de un hombre nuevo, nuevo nacimiento, y una nueva vida.
En segundo lugar, el significado del término, es capaz de distintas interpretaciones. La palabra griega ktisis puede significar tanto una criatura individual, o también la creación entera: 
2 Corintios 5:17 "De modo que si alguno está en Cristo, nueva criatura (nueva creación) es ; las cosas viejas pasaron, ahora han sido hechas nuevas." (La Nueva Biblia de los Hispanos 2005)
En consecuencia, existe un diálogo exegético sobre el término.
En tercer lugar, los conceptos relacionados de dos creaciones, la primogenitura, la escatología, afectan tanto a la doctrina y la práctica de movimientos cristianos. Por ejemplo, el papel de la nueva creación en el pensamiento y la política de doctor Johannes Leimena, vice primer ministro de Indonesia 1957-1966.

## La nueva criatura
El concepto de una nueva criatura es fundamental para el pietismo. Paul Tillich ve la nueva criatura de Pablo como una expresión del "nuevo ser". A diferencia de Tillich, De Jong considera que para Pablo la nueva creación es Cristo mismo. Para Karl Barth, la nova criatura "se caracteriza y se define por la gratitud".

## Las dos creaciones

### LaGénesisde Mateo 1:1
En el primer versículo del Evangelio de Mateo, hay una frase con doble sentido en griego. La palabra griega génesis (γένεσις) puede significar el origen, génesis o genealogía.
Mateo 1:1 tiene paralelos con el título del primer libro de la Septuaginta:
Génesis 1:0 Libro de la génesis [de Moisés] (Βίβλος γενέσεως [Μωσέως])
Mateo 1:1 Libro de la génesis de Jesucristo (Βίβλος γενέσεως Ἰησοῦ Χριστοῦ)
En consecuencia, algunos consideran que, en la selección de las palabras, es un desafío a la confianza de judíos en Moisés, y la proclamación de una segunda creación.

## La nueva creación en la escatología
La idea de una nueva creación también tiene un significado en la escatología. Para algunos la conclusión de la nueva creación de Pablo es un reino sobre la tierra, aunque la tierra sea una tierra nueva. En el judaísmo la escatología tiene tres polos, que pienso todo hombre puede asumir - Jerusalén, el Mesías, la nueva tierra; Visto desde la perspectiva judía "...el himno de Col.1,15—20 es un canto al primogénito de la nueva creación".